# Adolf Rieger
Adolf Rieger, né le 25 août 1899 à Berlin et mort le 12 juin 1956 à Essen, est un lutteur allemand spécialiste de la lutte gréco-romaine.

## Carrière
Adolf Rieger participe aux Jeux olympiques d'été de 1928 à Amsterdam et remporte la médaille d'argent dans la catégorie des poids mi-lourds.